# Lũy thừa bốn
Trong số học và đại số, lũy thừa bốn của một số n là kết quả của việc nhân bốn số n với nhau. Vì thế:
n4 = n × n × n × n
Lũy thừa bốn cũng được hình thành bằng cách nhân một số với lập phương của nó. Hơn nữa, n lũy thừa 4 là bình phương của n bình phương.
Chuỗi các số lũy thừa bốn của số nguyên là:
0, 1, 16, 81, 256, 625, 1296, 2401, 4096, 6561, 10000, 14641, 20736, 28561, 38416, 50625, 65536, 83521, 104976, 130321, 160000, 194481, 233256, 279841, 33256 390625, 456976, 531441, 614656, 707281, 810000,... (chuỗi A000583 trong OEIS)

## Đặc điểm
Hai chữ số cuối của lũy thừa bốn của một số nguyên trong cơ số 10 có thể dễ dàng được hiển thị (ví dụ, bằng cách tính các bình phương có thể có hai chữ số cuối của số chính phương) chỉ giới hạn ở mười hai khả năng:
Nếu một số có chữ số hàng đơn vị bằng 0, lũy thừa bốn kết thúc bằng 00 (thực tế là 0000)
Nếu một số có chữ số hàng đơn vị bằng 1, 3, 7 hoặc 9 thì lũy thừa bốn của nó kết thúc bằng 01, 21, 41, 61 hoặc 81.
Nếu một số có chữ số hàng đơn vị bằng 2, 4, 6 hoặc 8 thì lũy thừa bốn của nó kết thúc bằng 16, 36, 56, 76 hoặc 96
Nếu một số có chữ số hàng đơn vị bằng 5 thì lũy thừa bốn của nó kết thúc bằng 25 (thực tế là 0625)
Mười hai khả năng này có thể được biểu diễn thuận tiện là 00, e1, o6 hoặc 25 trong đó o là một chữ số lẻ và e là một chữ số chẵn.
Mỗi số nguyên dương bất kỳ có thể được biểu thị bằng tổng của tối đa 19 lũy thừa bốn; mọi số nguyên đủ lớn có thể được biểu thị bằng tổng của tối đa 16 lũy thừa bốn (xem Bài toán Waring).